# Librado Azcona
Daniel Librado Azcona Salinas (ur. 18 stycznia 1984 w Caacupé) – ekwadorski piłkarz paragwajskiego pochodzenia występujący na pozycji bramkarza w ekwadorskim klubie Independiente DV. Znalazł się w kadrze reprezentacji Ekwadoru na Copa América 2015.